# Кнут Беккер
Кнут Бе́ккер, повне ім'я Карл Генрік Кнут Беккер (дан. Carl Henrik Knuth Becker; *21 січня 1891, Йоррінг — †30 жовтня 1974) — данський письменник.
Виховувався в будинку для безпритульних.
Перша збірка «Вірші» (1916). У серії романів з життя безпритульних дітей Беккер правдиво показав жорстоку систему виховання й визиску дитячої праці («Хліб щоденний», 1932; «Світ чекає», 1934; «Неспокійна весна», 1938—39; «Коли йде поїзд» 1944).
Твори: Рос. перекл. — Мир ждет. М., 1937.